# Copris jacchoides
Copris jacchoides là một loài bọ cánh cứng trong họ Bọ hung (Scarabaeidae).